# Hélène Breschand

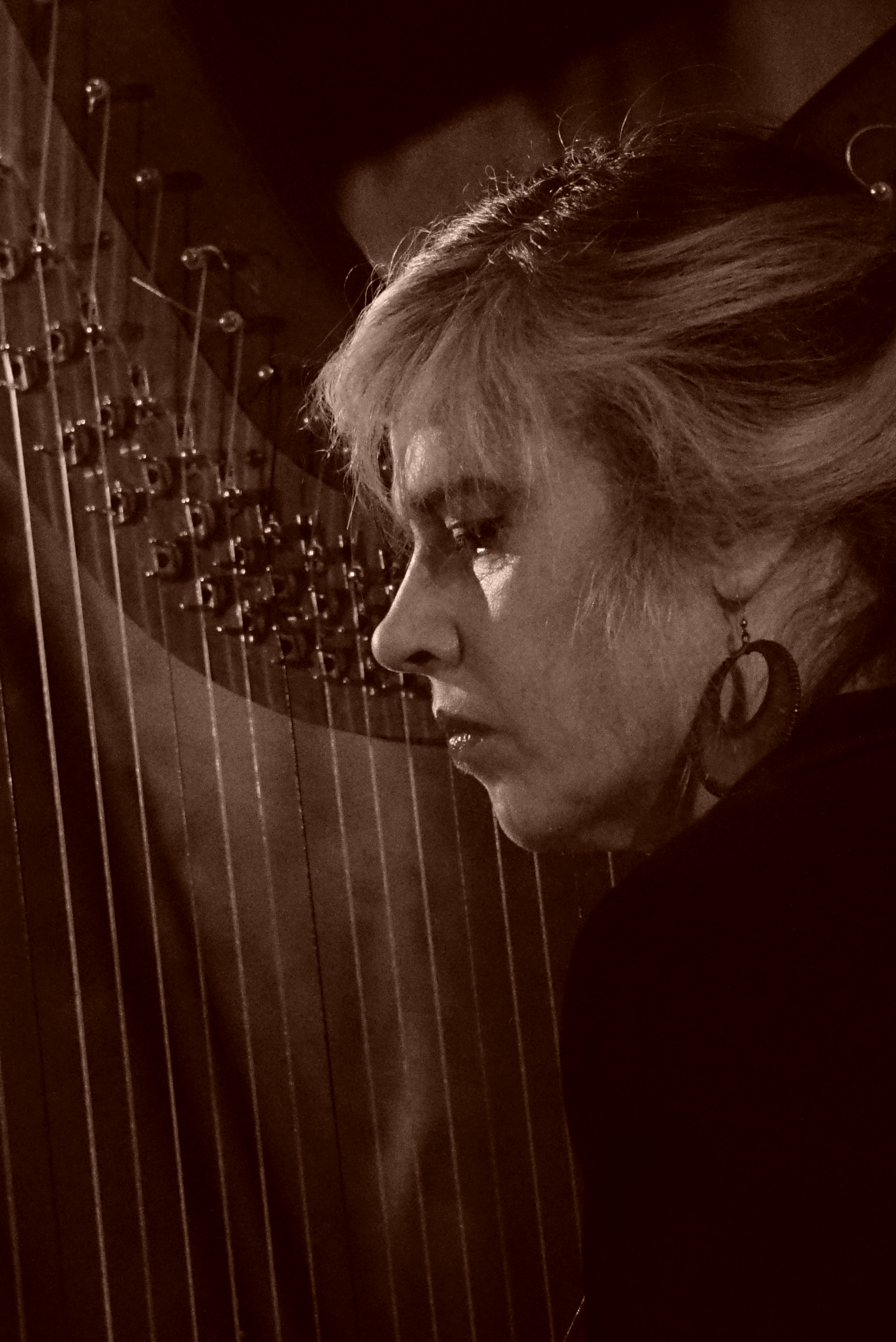
Hélène Breschand, 2017

Hélène Breschand (* 18. März 1966 in Paris) ist eine französische Harfenistin und Komponistin, die gelegentlich auch singt. Breschand führt eine Karriere sowohl als Solokünstlerin als auch als Ensemblespielerin. Sie interpretiert geschriebene Neue Musik ebenso wie sie als Improvisationsmusikerin tätig ist.

## Leben und Wirken
In Paris in einer Künstlerfamilie geboren, spielte sie mit sieben Jahren Blockflöte. Sie begann zunächst bei Martine Géliot Harfe zu lernen, bevor sie ihre Ausbildung bei Brigitte Sylvestre fortführte. Sie entdeckte sie bereits in den 1970er Jahren neben der Neuen Musik den Free Jazz und die Möglichkeiten des erweiterten Spiels. Sylvestre führte sie in die Praktiken des zeitgenössischen Musiktheaters und der Neuen Musik ein. Breschand schloss ihre Studien am Conservatoire à Rayonnement Régional von Paris ab und erhielt dort die Médaille d'or und den Prix d'Excellence sowie den Preis für die beste Analyse mit Christian Acaoui.
Breschand hat als Interpretin an der Aufführung von Werken von Luciano Berio, Bernard Cavanna, Pascal Dusapin, Emmanuel Núnes und  François Sarhan mitgewirkt. Sie spielt regelmäßig zeitgenössisches Repertoire von Georges Aperghis, John Cage, Mauricio Kagel, Luc Ferrari, Jacques Rebotier, Georgia Spiropoulos, Yoshihisa Taira, Kasper Toeplitz, Tôn-Thât Tîet und David Toop.
Breschand begann vermittelt durch Didier Petit, mit der sie regelmäßig spielte, während sie im Ensemble von Denis Colin arbeitete, improvisierte Musik zu spielen. Sie hatte ein Trio mit Didier Petit und Sylvain Kassap und ein langjähriges Duo mit Jean-François Pauvros. Sie arbeitete auch mit Jazz- und Improvisationsmusikern wie Sophie Agnel, Uriel Barthélémi, Bruno Chevillon, Médéric Collignon, Vincent Courtois, Marc Ducret, Michel Doneda, Michel Godard, Joëlle Léandre, Vincent Lê Quang, Thierry Madiot, Michael Nick, Annick Nozati, Zeena Parkins, Édith Scob, Elliott Sharp, Die Do, Franck Vigroux, Wilfried Wendling oder Françoise Kubler.
Breschand ist Mitbegründerin des Ensembles für zeitgenössische Musik Laborintus mit Sylvain Kassap und Franck Masquelier. Weiterhin gehörte sie dem Ensemble Topophonie an. 2001 holte sie Jean-Marc Montera in sein Ensemble d'Improvisateurs Européens, wo sie etwa mit Chris Cutler und Thomas Lehn zusammenarbeitete und unter anderem Treatise von Cornelius Cardew interpretierte. Mit Elliott Sharp veröffentlichte sie 2017 das Album Chansons du Crépuscule. Mit diesem Programm gingen Breschand und Sharp auch auf Tour.
Breschand hat mehrere Stücke für Soloharfe komponiert. Als Komponistin hat Breschand einen semigrafischen Kompositionsstil entwickelt, der Raum für Improvisation lässt. Sie verfasste die Musik für den Film «le voile brûlé» von Viviane Candas und neue Filmmusik für die Stummfilme «Jeanne d'Arc» von Carl Theodor Dreyer und «Salome» von Charles Bryant. Sie hat auch komponierte Musik für experimentelles Kino beigetragen.
Gemeinsam mit Laurence Bancaud, Aurélie Barbé und Mathilde Aubat-Andrieu verfasste sie das Buch La Harpe aux XXème et XXIème Siècles, das 2012 von Minerve Editions veröffentlicht wurde.

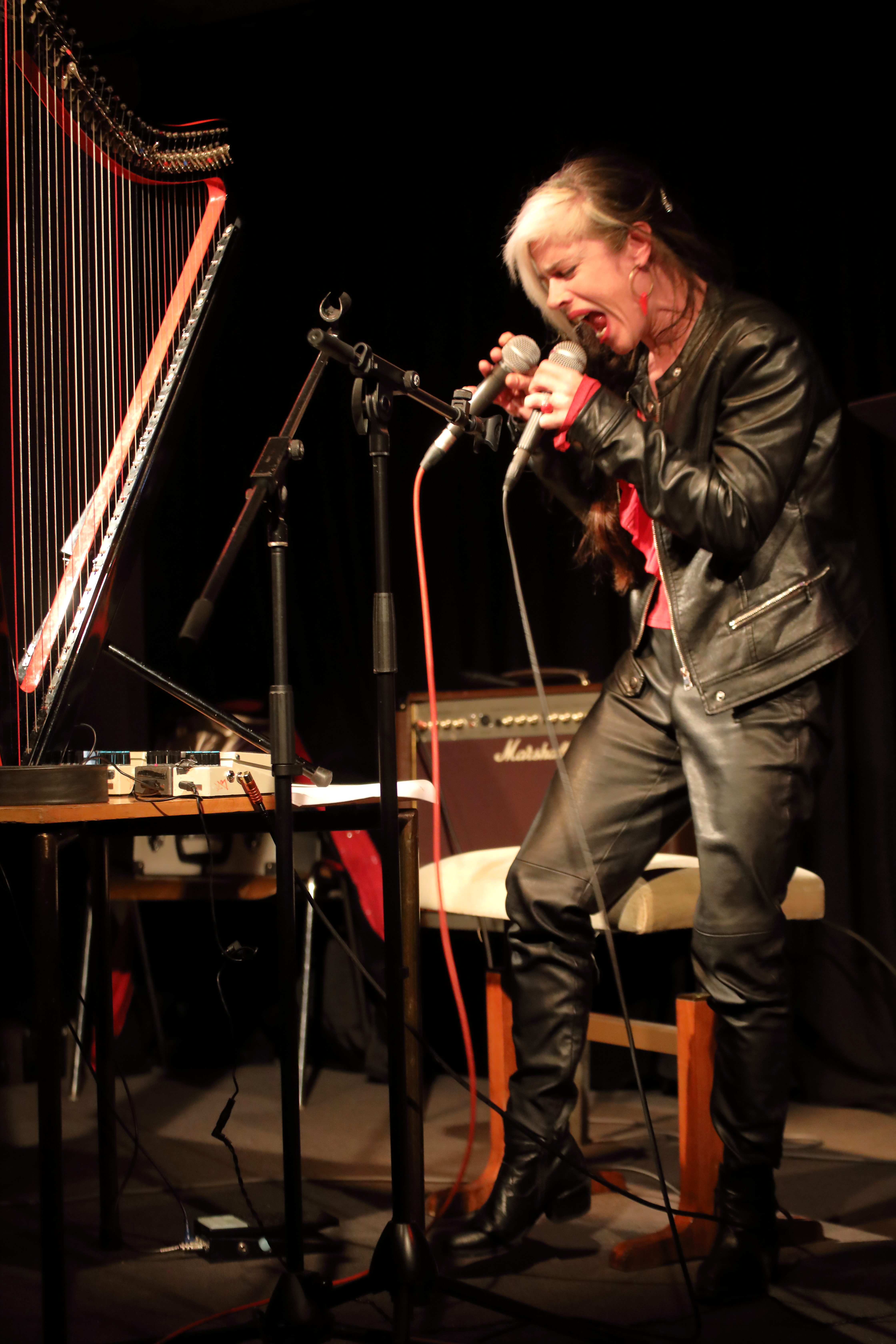
Hélène Breschand (club W71, 2019)

## Diskographische Hinweise
- Les Incarnés (D'Autres Cordes)
- Hélène Breschand / Michel Doneda / Gérald Zbinden L'Intense
- Pierre Favre Fleuve (ECM 2003)
- Le Goût du Sel, Solo (D'Autres Cordes, 2006)
- Hélène Breschand / Jean-François Pauvros Sombre (Victo 2005)
- Hélène Breschand & Sylvain Kassap Double-peine (D'Autres Cordes 2010)
- Les Incarnés (D'Autres Cordes, 2014)
- joue Berio, Breschand, Cage, Taïra, Tiêt (2015)
- Hélène Breschand & Elliott Sharp Chansons du Crépuscule (2017)
- Hélène Breschand, Floy Krouchi, Zafer Tawil, Elliott Sharp: Dispossession (2023)